# Challex
Challex – miejscowość i gmina we Francji, w regionie Owernia-Rodan-Alpy, w departamencie Ain.

## Demografia
Według danych na styczeń 2012 r. gminę zamieszkiwało 1420 osób, a gęstość zaludnienia wynosiła 163,8 osób/km².

Populacja Challex w latach 1962–2008